# Schulte Hills
Schulte Hills är en kulle i Antarktis. Den ligger i Östantarktis. Nya Zeeland gör anspråk på området. Toppen på Schulte Hills är 2 819 meter över havet.
Terrängen runt Schulte Hills är huvudsakligen kuperad. Trakten är obefolkad. Det finns inga samhällen i närheten.